# Noah's Ark
Noah's Arks (El arca de Noé) es el segundo álbum de estudio de CocoRosie. Fue lanzado el 13 de septiembre bajo el sello discográfico Touch and Go Records. El álbum incluye diversas colaboraciones con Antony Hegarty, Devendra Banhart y Spleen.

## Grabación
El álbum cuenta con las voces de ambas hermanas y el uso de instrumentos tradicionales y el uso de juguetes infantiles y objetos hogareños. 
El álbum fue grabado en muchos lugares diferentes, totalmente distinto a su álbum anterior. La búsqueda de lugares íntimos conducen a las hermanas a "simplemente grabar en un campo, o tomar un momento en un granero en el sur de Francia, o un estudio en Brooklyn."

### Composición y colaboraciones
El álbum cuenta con las aportaciones de otros músicos. Antony Hegarty de "Antony and the Johnsons", proporciona coros y toca el piano en "Beautiful Boyz", una oda a la novelista francés, dramaturgo y exconvicto Jean Genet, mientras que Devendra Banhart presta su voz para el canto (por teléfono) para "Brazilian Sun". Las rimas de apertura de "Bisounours" son cortesía del rapero francés, "Bazo".
Desde notas tristes hasta letras inquietantes como "K-Hole"; que se combina con la música fúnebre igualmente espeluznante luz del primer álbum del grupo. Hay una gran cantidad de energía oscura en el álbum, sobre todo en la hoguera "sing-a-long" apocalíptica en "Armageddon". En particular, interludios como "Milk" y "Bear Hides and Buffalo" suenan como montajes de ruido que cuesta no mantenerlas juntas. En "Beautiful Boyz," con un magnífico canturreo de Antonio, da un toque de cabaret a la historia de la canción, la cual trata de amor y cárcel. El misticismo en español de Banhart en "Brazilian Sun" le da un toque más exótico que en su primer álbum. Las canciones "South 2nd" y "The Sea Is Calm", tienen un canto totalmente delicado de las hermanas. Ambas tratan de situaciones familiares, al igual que la mayoría del álbum. La canción "Bear Hides and Buffalo" incluye un bucle de sonidos de caballo y gato sobre un gancho de piano de juguete. Tras el lanzamiento del álbum, Bianca describió el sonido del grupo como "una elusión de montaje ecléctico", diciendo que "flocan entre unos pocos instrumentos diferentes y usan un montón de cosas de percusión poco convencionales". Como los juguetes".

## Listado de canciones
- Todas las canciones fueron escritas y producidas por Bianca y Sierra Casady

| N.º | Título                   | Duración |  |
| 1.  | «K-Hole»                 | 4:10     |  |
| 2.  | «Beautiful Boyz»         | 4:37     |  |
| 3.  | «South 2nd»              | 4:09     |  |
| 4.  | «Bear Hides and Buffalo» | 4:23     |  |
| 5.  | «Tekno Love Song»        | 4:14     |  |
| 6.  | «The Sea Is Calm»        | 3:39     |  |
| 7.  | «Noah's Ark»             | 4:13     |  |
| 8.  | «Milk»                   | 0:34     |  |
| 9.  | «Armageddon»             | 4:04     |  |
| 10. | «Brazilian Sun»          | 4:38     |  |
| 11. | «Bisounours»             | 4:06     |  |
| 12. | «Honey or Tar»           | 2:08     |  |

- Edición Australia (Bonus track)

| Edición Australia |             |          |  |
| N.º               | Título      | Duración |  |
| 13.               | «Oh Sailor» | 3:50     |  |

## Historia de lanzamientos
| País           | Fecha                    | Discográfica         | Formato                      |
| -------------- | ------------------------ | -------------------- | ---------------------------- |
| Estados Unidos | 13 de septiembre de 2005 | Touch and Go Records | CD, vinilo, descarga digital |
| Francia        | 13 de septiembre de 2005 | Touch and Go Records | CD, vinilo, descarga digital |
| Australia      | 13 de septiembre de 2005 | Touch and Go Records | CD, vinilo, descarga digital |
| Japón          | 2 de octubre de 2005     | Touch and Go Records | CD, vinilo, descarga digital |
| Alemania       | 13 de octubre de 2005    | Touch and Go Records | CD, descarga digital         |

## Posicionamiento
| Listas              | Posición |
| ------------------- | -------- |
| French Albums Chart | 62       |